# Keizerlijk en Koninklijk Bureau voor Genie in Verona

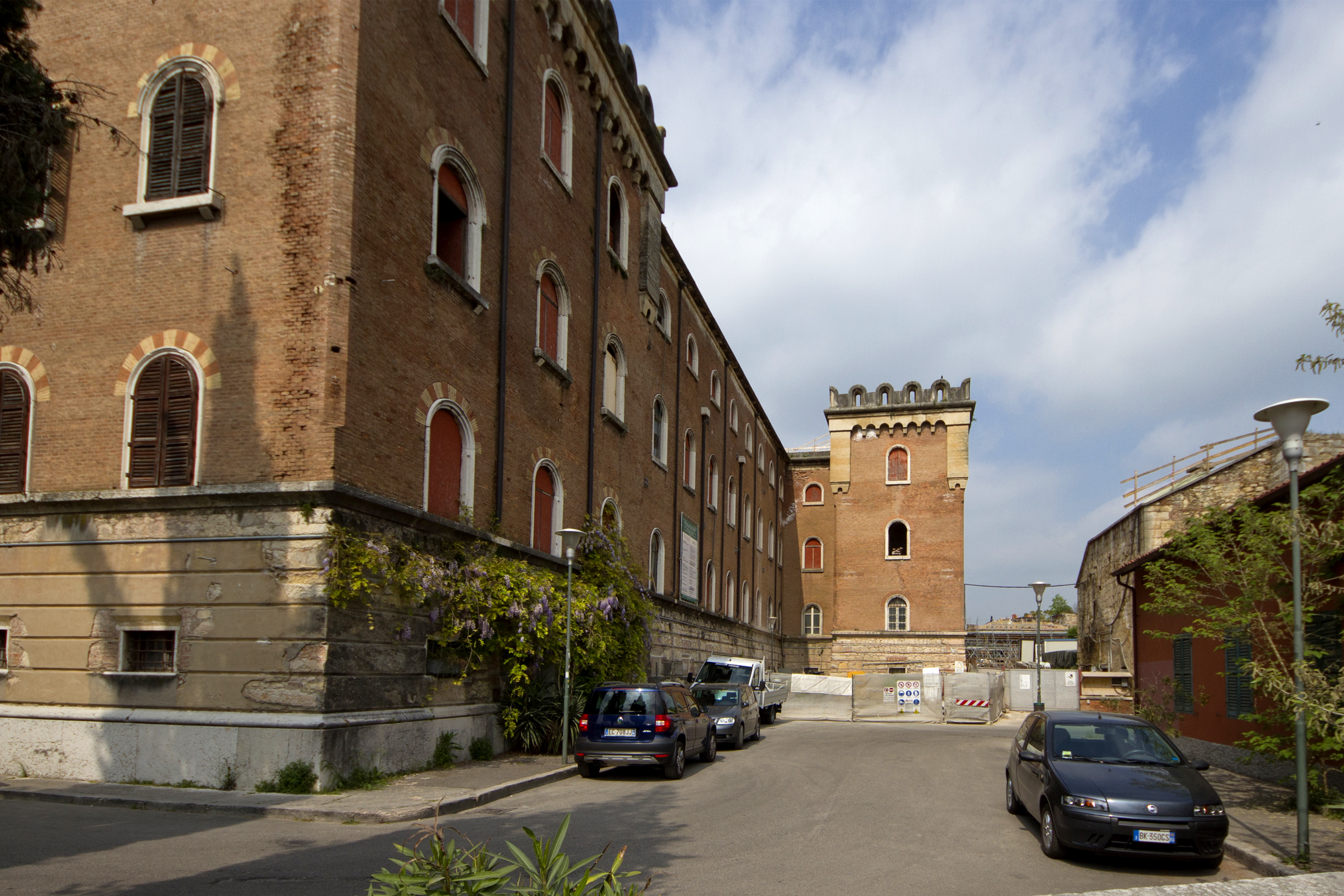
Castel San Pietro in Verona, Italië

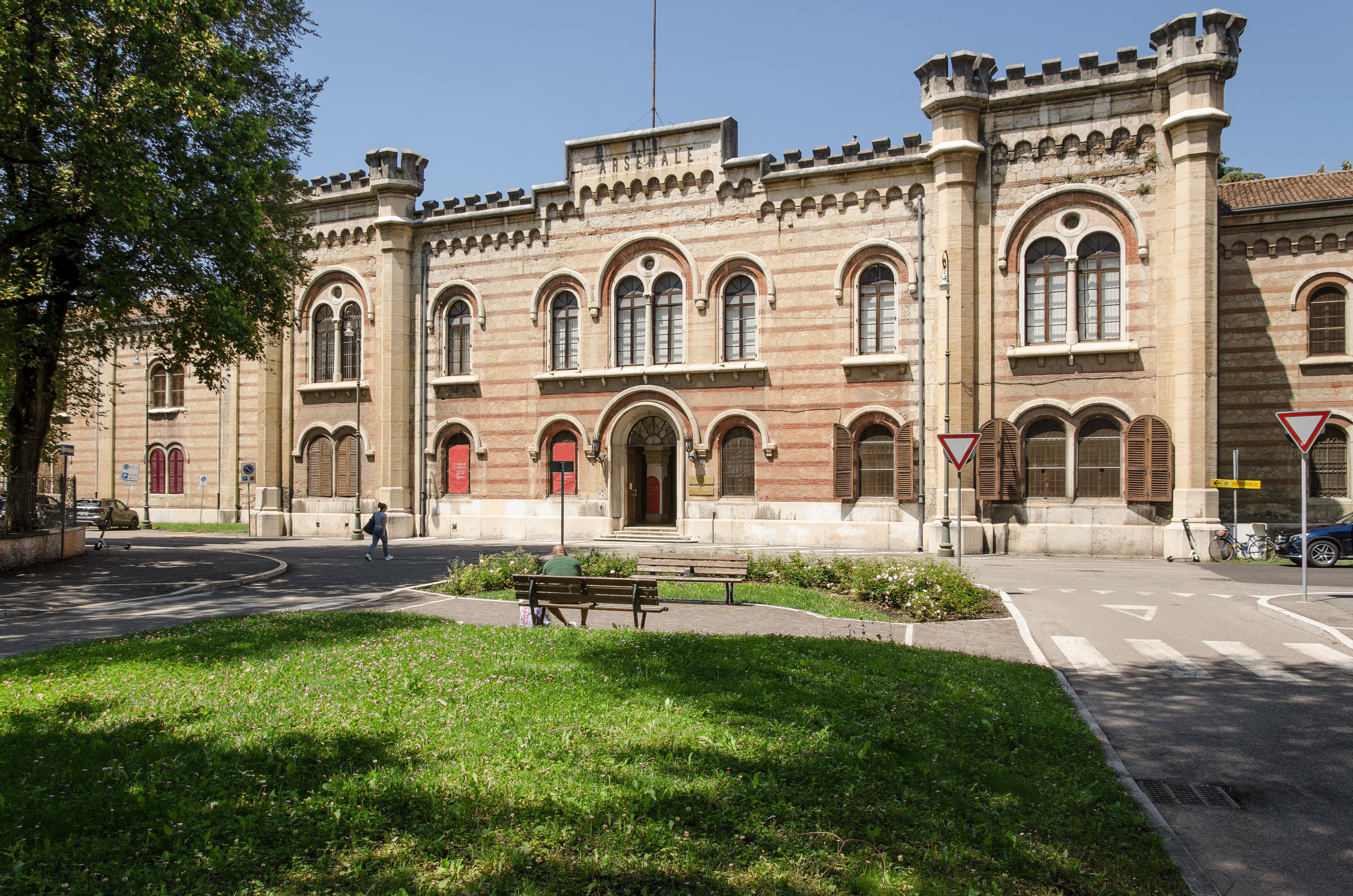
Voormalig Arsenaal Franz Josef I

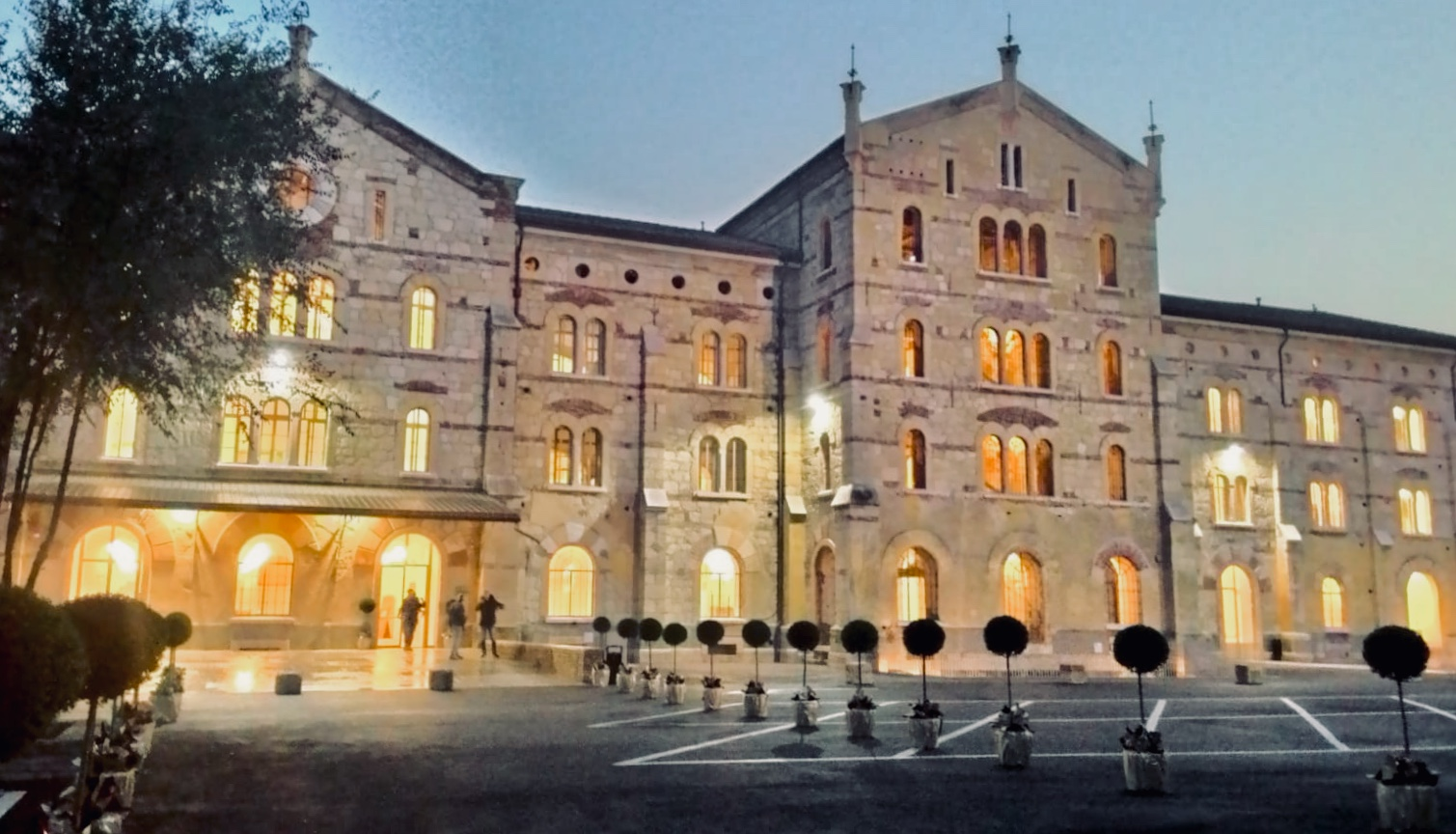
Provianda di Santa Marta

Het Keizerlijk en Koninklijk Bureau voor Genie in Verona was een militair agentschap der Oostenrijkers in Verona, in de Noord-Italiaanse regio Veneto. Dit agentschap bestond van 1815 tot 1866, en stond in dienst van het koninkrijk Lombardije-Venetië, een vorstendom bestuurd door de Oostenrijkse Habsburgers.
Het Keizerlijk en Koninklijk Bureau voor Genie stond in voor de militaire gebouwen, zowel de bouw ervan als het beheer en de exploitatie. Het maakte deel uit van een groot militair plan om de verdediging van Veneto te intensifiëren. Het agentschap was geïnstalleerd in het voormalige klooster Santa Lucia, een van de vele kloosters die de Franse bezetter had geconfisqueerd in Verona voor de Oostenrijkse bezetting begon tijdens de Restauratie (1815).

## Historiek
Aanvankelijk bouwden de Oostenrijkers enkele fortificaties rond de stad. Meer geavanceerde bouwplannen vond de regering in Wenen te duur. Nochtans bleek in het revolutiejaar 1848 hoe zwak het Oostenrijkse leger stond in Noord-Italië. Na 1848 werd het Keizerlijk en Koninklijk Bureau belast met enorme bouwplannen. Het was de wens van maarschalk Josef Radetzky von Radetz. Dit leidde ertoe dat naast de 50.000 inwoners van Verona er permanent 18.000 à 20.000 Oostenrijkers gekazerneerd werden, alsook 5.000 à 6.000 paarden. De leider van het agentschap was Franz von Scholl (1772-1838), een Duits genie-ingenieur in dienst van de Oostenrijkers. Von Scholl was een voormalige docent van de militaire genieschool in Wenen. Na hem leidde Andreas Tunkler (1820-1873) het agentschap. Verschillende militaire constructies in Verona dragen een opschrift met zijn naam.
Zo werd Verona een piazzaforte d’armata of een gewapend centrum van de Oostenrijkse bezetting in Lombardije-Venetië.
Enkele van de uitgevoerde bouwwerken in de jaren 1850:
- De fortificaties werden uitgebreid naar buiten de stad, inclusief kazematten en tunnels.
- Er verrees een groep van ringmuren, forten en garnizoenen langsheen spoorlijnen en de meer dan 90 km militaire steenwegen. Een bekende kazerne was de Caserme del Campone, of in het Duits Aerialcasernen Campone voor infanterie en cavalerie. Een bekend terreplein was het grootse Forte Santa Lucia, in het Duits genoemd Werk Schwarzenberg, ter ere van prins Felix zu Schwarzenberg.
- Militair hospitaal Guarnigione di Sante Spirito, in het Duits destijds genoemd Garnisons Spital.
- Artilleriearsenaal Franz Josef I. Dit arsenaal was een kopie van het Arsenaal van Wenen. Op een terrein van 62.000 vierkante meter stonden tien magazijnen waarin tot 40.000 geweren en pistolen konden bewaard worden. Ook diverse materialen voor legeruitrusting stonden opgeslagen.
- Het Castel San Pietro bovenop de heuvel San Pietro van Verona werd uitgebouwd.
- Provianda di Santa Marta, of met de Duitse naam Kaiserliche und Köningliche Militär-Verpflegsetablissement. Dit was een fabriekscomplex met silo's en voedselvoorraden en zoals de naam het stelt, industriële bakkerijen. Elke dag leverden 150 bakkers 50.000 à 65.500 rantsoenen brood en koeken af.

Na de eenmaking van Italië verdween het agentschap en gingen de gebouwen naar het koninkrijk Italië.